# Vrícká kotlina
Vrícká kotlina je geomorfologická část Lúčanské Fatry.

## Vymezení
Nachází se v jihovýchodní části Lúčanské Fatry a zabírá území v okolí obce Vrícko. Obklopuje ji věnec hor, patřících Malé Fatře, jen na jihu sousedí pohoří Žiar. Na západě a severu navazuje geomorfologická část Kľak, východním směrem vystupují Kýčery a jižní horizont vytváří podcelek Sokol.
Kotlinou protéká říčka Vríca, která zde přibírá několik přítoků a směřuje severovýchodním směrem do řeky Turiec.